# Зелениці (Нижньосілезьке воєводство)
Зелениці (пол. Zielenice, нім. Grünhartau) — село в Польщі, у гміні Борув Стшелінського повіту Нижньосілезького воєводства.
Населення — 453 особи (2011).
У 1975-1998 роках село належало до Вроцлавського воєводства.

## Демографія
Демографічна структура станом на 31 березня 2011 року:
|          | Загалом | Допрацездатний вік | Працездатний вік | Постпрацездатний вік |
| -------- | ------- | ------------------ | ---------------- | -------------------- |
| Чоловіки | 229     | 36                 | 171              | 22                   |
| Жінки    | 224     | 27                 | 139              | 58                   |
| Разом    | 453     | 63                 | 310              | 80                   |